# Tränuholm
Tränuholm är en ö i Finland. Den ligger i Skärgårdshavet och i kommunen Pargas i den ekonomiska regionen  Åboland i landskapet Egentliga Finland, i den sydvästra delen av landet. Ön ligger omkring 48 kilometer väster om Åbo och omkring 190 kilometer väster om Helsingfors.
Öns area är 11,6 hektar och dess största längd är 0,5 kilometer i öst-västlig riktning. Ön höjer sig omkring 25 meter över havsytan.